# PyObjC
PyObjC — проект, позволяющий совместно использовать библиотеки и классы таких языков программирования, как Python и Objective-C. Даёт доступ из Python к Cocoa, включает поддержку Xcode, хорошо документирован и снабжён многочисленными примерами.
Модуль достиг стабильности и используется в реальных проектах.
Для установки можно после загрузки пакета и распаковывания использовать команду:
```
  python setup.py bdist_mpkg --open
```

## Простейший пример
Hello, world!-программа:
```
from
 
Foundation
 
import
 
NSString

import
 
objc

s
 
=
 
NSString
.
stringWithString_
(
u
"Здравствуй, Мир“)

print
 
s

```

## Внешние ссылки
- PyObjC на SourceForge.net  (англ.)
- PyObjC на Apple Developer  (англ.)